# Iran Eory
Iran Eory, bürgerlich Elvira Teresa Eory Sidi (* 21. Oktober 1937 in Teheran, Iran; † 10. März 2002 in Mexiko-Stadt), war eine mexikanische Schauspielerin.
Eory wurde als Tochter eines österreichischen Vaters und einer türkischen Mutter in Iran geboren; dies nahm sie später zum Anlass, den Namen ihres Geburtslandes als Künstlername zu verwenden. Sie wuchs in Frankreich und Spanien auf und gewann in beim Schönheitswettbewerb den Titel der Miss Monaco 1959, bevor sie als Schauspielerin arbeitete.
Schon mit 17 Jahren war Eory für den Film entdeckt worden; ab 1961 arbeitete sie regelmäßig in Filmen; ab 1964 auch für das Fernsehen. Sie spielte in den nächsten drei Jahrzehnten in meist auf Unterhaltung ausgerichteten Produktionen in Spanien, Argentinien, Italien und Mexiko, wohin sie 1970 übersiedelte.
Dort drehte sie neben vielen Filmen eine stattliche Anzahl an Telenovelas bis zum Ende ihres Lebens. Verheiratet war sie mit dem Schauspieler Carlos Monden.

## Filmografie (Auswahl)
- 1963: Das Geheimnis des Scaramouche
- 1964: Der Rancher vom Colorado-River (L'uomo della valle maledetta)
- 1965: Agentenfalle Lissabon
- 1978: Die Kinder von Sanchez